# Francesco III. d’Este

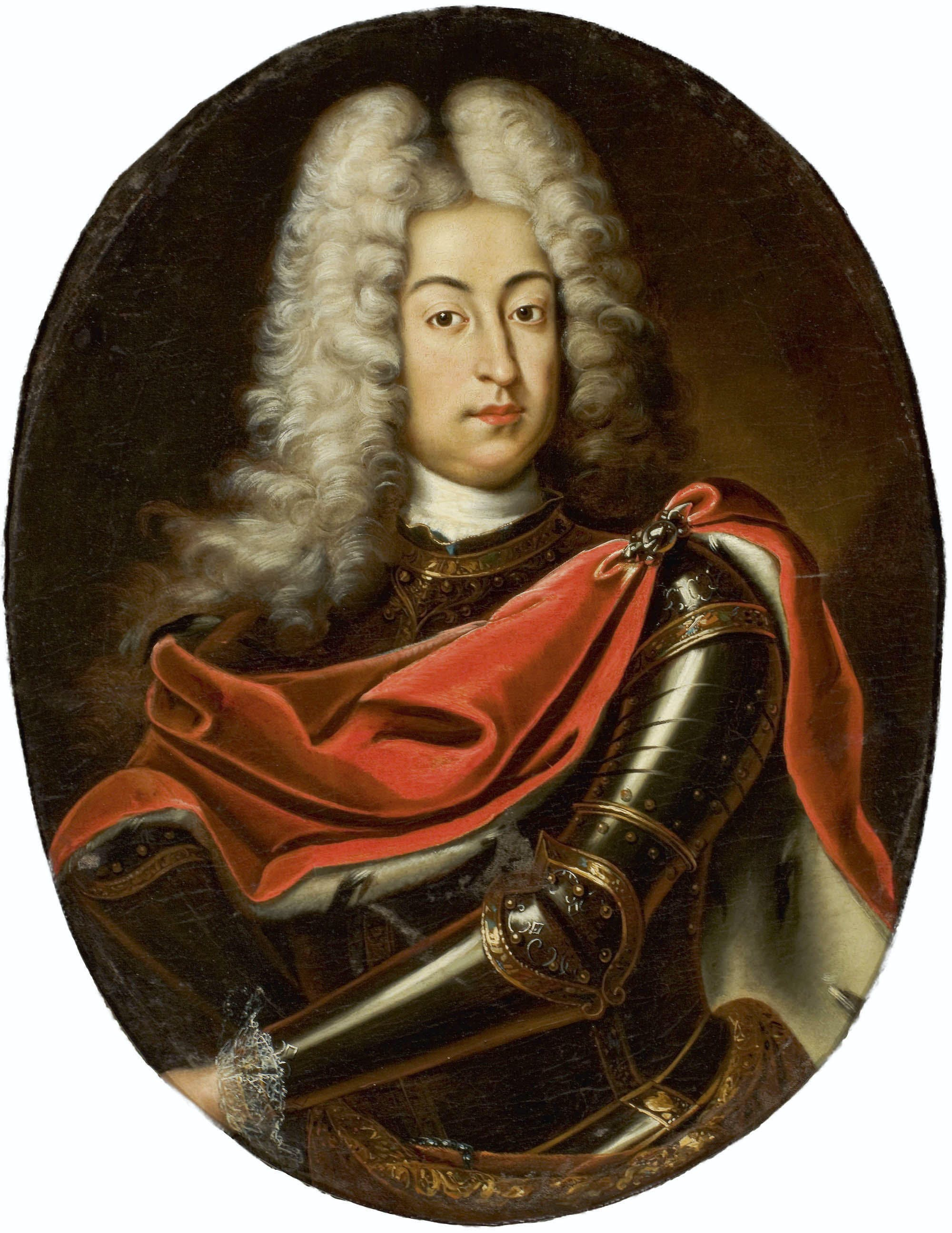
Francesco III. d’Este in Rüstung

Francesco III. d’Este (* 2. Juli 1698 in Modena; † 22. Februar 1780 in Varese) aus dem Hause Este war der älteste Sohn und Nachfolger des Rinaldo d’Este, Herzog von Modena und Reggio und seiner Ehefrau Charlotte Felicitas von Braunschweig-Lüneburg. Er regierte als Herzog von Modena und Reggio vom 26. Oktober 1737 bis zum 22. Februar 1780.

## Leben
Er heiratete am 21. Juni 1720 in Modena Prinzessin Charlotte Aglaé von Orléans, Tochter des Herzogs Philipp II. von Orléans, Regent von Frankreich (1715–1723).
Im Jahr 1737 erhielt er nach dem Aussterben der Grafen von Novellara († 1728) aus der Familie Gonzaga deren Gebiete zugesprochen, die als kaiserliches Lehen heimgefallen waren. Im Österreichischen Erbfolgekrieg stand er auf Seiten Frankreichs, weswegen er am 6. Juni 1742 von den Österreichern und den Savoyern aus seinen Herzogtümern vertrieben wurde. Der Aachener Friede gab ihm am 30. April 1748 seine Besitzungen zurück. Trotz dieser Parteinahme machte ihn Maria Theresia sechs Jahre später, 1754, zum Statthalter der Lombardei.
Im Herbst 1746 verkaufte er die 100 besten Werke der Este’schen Kunstsammlung für 100.000 venezianische Zecchini (entspricht etwa 650 kg Gold) an Friedrich August II. von Sachsen, der sie seiner Gemäldesammlung zuführte, und die bis heute der Gemäldegalerie Alter Meister ihren Weltrang verschafft.

## Nachkommen
Herzog Franz III. von Modena und Charlotte Aglaé hatten zehn Kinder:
1. Alfonso d’Este (* 18. November 1723; † 16. Juni 1725)
2. Francesco Costantino d’Este (* 22. November 1724; † 16. Juni 1725)
3. Maria Teresa Felicita d’Este (* 6. Oktober 1726; † 30. April 1754) ⚭ 25. Dezember 1744 Jean de Bourbon, Herzog von Penthièvre (* 16. November 1725; † 4. März 1793),
4. Ercole III. d’Este (1727–1803), Herzog 1780, ⚭ 1741 Maria Teresia Cybo (1725–1790), Tochter des Alderano Cybo, Herzog von Massa und Carrara
5. Matilda d’Este (* 7. Februar 1729; † 14. November 1803)
6. Sohn (* 14. Juli 1730; † 12. Juli 1731)
7. Beatrice d’Este (* 24. November 1731; † 3. April 1736)
8. Maria Fortunata d’Este (* 15. Juli 1734; † 21. September 1803) ⚭ 27. Februar 1759 Louis François de Bourbon, Fürst von Conti (* 1. September 1734; † 13. März 1814)
9. Benedetto d’Este (* 30. September 1736; † 16. September 1751)
10. Maria Ernestina (* 12. Februar 1741; † 4. August 1774)

Nach dem Tod seiner ersten Frau heiratete er morganatisch Theresa Castelbarco (1704–1768) und nach deren Tod Renate Theresa von Harrach (1721–1788), Tochter von Karl Anton von Harrach zu Rohrau. 